# Carl Fredrik Tranchell
Carl Fredrik Tranchell, född 27 maj 1877 i Landskrona, död 8 juli 1979 i Eriksfälts församling i Malmö, var en svensk industriman. Han var son till Carl Tranchell och tvillingbror till Harry Tranchell. 

## Biografi
Efter studentexamen 1896 studerade Tranchell vid Technische Universität Wien 1896–1900 och vid Technische Universität Berlin 1900–1901. Han var volontär vid sockerfabriker i Tyskland, Ungern och Nederländerna 1901–1902, assistent vid sockerraffinaderiet i Landskrona 1902, meddirektör vid sockerfabrikerna i Landskrona, Säbyholm och Kävlinge 1907, andre direktör i Svenska Sockerfabriks AB 1908, verkställande direktör där 1916–1942. Han var ordförande i styrelsen för Svenska Sockerfabriks AB från 1948.
Tranchell var medlem i Falsterbo GK och ordförande i Svenska Golfförbundet 1942–1945.